# شهرستان آلکیفسکی
شهرستان آلکیفسکی (به لاتین: Alkeyevsky District) یک شهرستان در روسیه است که در تاتارستان واقع شده‌است.